# Jorge Ayala
Jorge Ayala (* 6. září 1957) je znám pod přezdívkou „Rivi“. Je znám kvůli své práci pro Medellínský kartel. Pracoval pro Griseldu Blanco jako nájemný vrah. Svůj doživotní trest si odpykává v Suwannee Correctional Institution.

## Život
Jorge Ayala se narodil v roce 1957 v kolumbijském Cali, ovšem vyrůstal v Chicagu. Během pobytu v Chicagu začal pracovat pro General Motors. Při této práci si začal přivydělávat jako zloděj aut. Začal se také věnovat pašování lidí přes hranici Mexiko – USA. Společně s bratrem začali pracovat v malé skupině pro Griseldu Blanco jako nájemní vrazi.
V roce 1982 byla Griseldou nařízena vražda Jesuse „Chuco“ Castra. Ayala tvrdí, že vraždu si Griselda objednala kvůli konfliktu mezi Castrem a jedním ze synů Griseldy. K pokusu o vraždu Castra došlo v momentě, kdy Castro zastavil na červenou a Ayala začal střílet na jeho auto, kde seděl i jeho dvouletý syn. Castro pokus o vraždu přežil, ovšem syn byl zabit. Ayala byl obviněn ze smrti syna v roce 1988.
V květnu 1982 Ayala zabil Alfreda a Grizelu Lorenzovi, kteří dostali od Griseldy kokain, ale nedokázali za něj Griseldě zaplatit, dle údajů měli zaplatit 250 000 $. Ayala nezabil jejich děti. Ayala tvrdí, že zabil 11 členů gangu Luise Meji v New Yorku a také, že v roce 1981 zabil Mejiho otce Octavia Mejiu.

## Proces
Ayala se dohodl s floridskou prokuraturou, že bude svědčit proti Griseldě, ale případ se rozpadl, protože Ayala měl sex po telefonu se třemi sekretářkami okresního návladního. Ayala se v roce 1993 přiznal ke třem vraždám a byl odsouzen k doživotnímu vězení s možností propuštění po 25 letech, a pokud bude propuštěn, tak bude deportován zpět do Kolumbie. Několikrát si již u soudu chtěl nechat snížit trest.

## V popularní kultuře
Ve filmu Cocaine Grandmother, který se věnuje životu Griseldy Blanco, je jeho postava přejmenována na "Rudy".
Postava se objevuje v seriálu Griselda od Netflixu. Hraje ho Martin Rodriguez.